# Barão da Estrela
Barão da Estrela é um título nobiliárquico criado por D. Maria II de Portugal, por Decreto de 12 de Setembro de 1851, em favor de Joaquim Manuel Monteiro, depois 1.° Visconde da Estrela e 1.° Conde da Estrela.
Titulares
1. Joaquim Manuel Monteiro, 1.° Barão, 1.° Visconde e 1.° Conde da Estrela.